# Bathyphantes floralis
Bathyphantes floralis är en spindelart som beskrevs av Tu och Li 2006. Bathyphantes floralis ingår i släktet Bathyphantes och familjen täckvävarspindlar.
Artens utbredningsområde är Vietnam. Inga underarter finns listade.